# 《復仇者聯盟：末日之戰》與《復仇者聯盟：秘密戰爭》的製作歷程
《復仇者聯盟：末日之戰》（Avengers: Doomsday）與《復仇者聯盟：秘密戰爭》（Avengers: Secret Wars）是改編自漫威漫畫旗下超級英雄團隊復仇者聯盟的美國超級英雄電影，由漫威影業和AGBO共同製作、華特迪士尼工作室電影發行。兩片分別是在2019年電影《復仇者聯盟：終局之戰》之後推出的第五部和第六部《復仇者聯盟系列》電影，也是漫威電影宇宙的第39部和第42部電影作品。兩片皆由羅素兄弟執導，麥可·沃爾德倫和史蒂芬·麥費利共同編劇，多名漫威電影宇宙演員參與演出，並由凡妮莎·寇比、安東尼·麥基、艾邦·摩斯-貝克許、喬瑟夫·昆恩、佩德羅·帕斯卡以及小勞勃·道尼等人聯合主演。
兩部新的《復仇者聯盟》電影《康之王朝》和《秘密戰爭》於2022年7月官宣製作，作為漫威電影宇宙第六階段以及整個「多元宇宙傳奇」的總結。德斯汀·丹尼爾·克雷頓獲聘執導《康之王朝》，喬納森·梅傑斯將繼續飾演漫威宇宙中的反派角色——征服者康。同年9月，傑夫·洛夫尼斯獲聘編寫《康之王朝》的劇本；10月，沃爾德倫獲聘編寫《秘密戰爭》的劇本。2023年11月，克雷頓辭導，沃爾德倫取代洛夫尼斯重寫《康之王朝》的劇本，而漫威影業正考慮放棄有關征服者康的故事情節，部分原因是梅傑斯因襲擊和騷擾前女友將面臨法律指控；12月，梅傑斯因騷擾罪和襲擊罪兩項罪名成立，被漫威影業正式解僱。2024年7月，確認兩部《復仇者聯盟》電影由羅素兄弟回歸執導，麥費利擔任編劇，道尼將出演漫威電影宇宙全新反派末日博士，同時宣布《康之王朝》正式更名為《末日之戰》。
兩片均在英國的松林製片廠製作。《末日之戰》的拍攝於2025年4月開始進行，拍攝預計持續約六個月；《秘密戰爭》的拍攝預計於2026年中開始進行。傑佛瑞·福特擔任剪輯師，亞倫·席維斯崔作曲，兩人曾參與過此前的漫威電影宇宙電影的製作。
《復仇者聯盟：末日之戰》預定2026年12月18日於美國上映；《復仇者聯盟：秘密戰爭》預定2027年12月17日於美國上映，兩片均屬於漫威電影宇宙第六階段。

## 發展

### 背景
2018年4月，《復仇者聯盟：無限之戰》與《復仇者聯盟：終局之戰》的導演羅素兄弟（喬·羅素與安東尼·羅素）在談及迪士尼收購21世紀福斯（死侍、X戰警和驚奇4超人的電影版權歸還漫威影業）時表示，引入那些角色至漫威電影宇宙進行像《秘密戰爭》的故事劇情將會很有趣。《秘密戰爭》是漫威漫畫跨界作品，1984年至1985年版本由吉姆·舒特創作；2015年至2016年版本由喬納森·希克曼創作，兩部作品均講述了不同的漫威角色在全新星球「戰爭世界」上進行戰鬥。5月，華特迪士尼公司執行長勞勃·艾格揭露有關《終局之戰》之後的電影計劃，表示漫威影業計劃於漫威電影宇宙引入除了復仇者聯盟以外的新角色和新影視作品系列，但考慮到此前的《復仇者聯盟》電影的受歡迎程度，亦可能製作另一部《復仇者聯盟》電影。2019年4月，《無限之戰》和《終局之戰》的編劇克里斯多佛·馬庫斯和史蒂芬·麥費利表示，如果羅素兄弟回歸執導《秘密戰爭》電影，他們也將回歸編寫劇本。2020年7月，喬·羅素再次討論有關《秘密戰爭》的想法，表示「執行《無限之戰》這麼大規模的電影，其實也直接連結到了《秘密戰爭》這個夢想，而《秘密戰爭》的規模甚至更加龐大」。
2021年1月，漫威影業總裁凱文·費吉表示《復仇者聯盟5》將於「未來某個時間」開始製作。8月，舒特表示漫威的高層曾試圖取得他創作的《秘密戰爭》故事情節的版權，舒特認為漫威正計劃製作《秘密戰爭》電影 。2022年5月，《綜藝》作家亞當·B·瓦里（Adam B. Vary）談到漫威宇宙的未來時表示，目前還不清楚《終局之戰》之後的漫威宇宙方向，但漫威宇宙第四階段的幾部電影已經介紹了多元宇宙和一些潛在的「大壞蛋」角色，例如征服者康，而喬納森·梅傑斯早於2020年9月獲選在2023年電影《蟻人與黃蜂女：量子狂熱》出演征服者康。在Disney+影集《洛基》第一季中，他出演了征服者康的變體「留存者」。該劇亦將多元宇宙引入至漫威電影宇宙。《洛基》的首席編劇麥可·沃爾德倫將康描述為「一個時間旅行、多元宇宙的對手」以及漫威電影宇宙「下一個跨界電影的大反派」。《量子狂熱》的編劇傑夫·洛夫尼斯稱他為「頂級、一線的復仇者聯盟的反派角色」。此外，由沃爾德倫編劇的第四階段電影《奇異博士2：失控多重宇宙》引入了「入侵」的概念——這是2015年《秘密戰爭》漫畫中的一個關鍵問題——一個宇宙在多元宇宙中摧毀了另一個宇宙。

### 宣布製作《康之王朝》與《秘密戰爭》

最初的片名《復仇者聯盟：康之王朝》的標誌。

2022年7月，羅素兄弟重申他們從小就是《秘密戰爭》漫畫的粉絲，但表示沒有執導改編電影的計畫。兩人補充，因為這將是一項「龐大工程」，製作《無限之戰》和《終局之戰》已經非常困難了，而《秘密戰爭》的規模比《無限之戰》和《終局之戰》更加龐大。同月，在2022年聖地亞哥國際漫畫展上，費吉透露了兩部新的《復仇者聯盟》電影，分別是《復仇者聯盟：康之王朝》（Avengers: The Kang Dynasty）以及《復仇者聯盟：秘密戰爭》（Avengers: Secret Wars），預計上映日期分別為2025年5月2日和2025年11月7日，兩片將會結束漫威電影宇宙的第六階段以及為「多元宇宙傳奇」作出總結。《康之王朝》的靈感來自2001年至2002年由寇特·布賽克創作的同名漫畫，講述了征服者康穿越時空奴役人類的故事。費吉將兩片與《無限之戰》和《終局之戰》作出比較，表示第四階段的許多電影和電視劇都在為《康之王朝》和「多元宇宙傳奇」的故事作準備，而這些故事也將延續到第五階段和第六階段。他補充說，梅傑斯出演征服者康的各種不同變體使他成為與薩諾斯不同類型的反派，並表示「沒有人比梅傑斯更願意承擔多元宇宙傳奇的重責大任」。後來有報導稱，漫威影業最初並沒有計劃康成為漫威電影宇宙下一個傳奇的大反派，但在看到梅傑斯於《洛基》第一季的表現以及在《量子狂熱》拍攝期間的早期影像後，使漫威決定讓康成為下一個傳奇的大反派。費吉也證實羅素兄弟不會回歸執導《康之王朝》與《秘密戰爭》。
聖地亞哥國際漫畫展過後不久，有報導指出德斯汀·丹尼爾·克雷頓將執導《康之王朝》。克雷頓此前曾為漫威影業執導了2021年電影《尚氣與十環傳奇》，並於2021年12月與漫威簽署一份多年合作協議，其中包括執導《尚氣與十環傳奇》續集以及開發Disney+影集《神力人》。2022年9月，洛夫尼斯獲聘編寫《康之王朝》的劇本，並於兩週後開始製作劇本。《量子狂熱》中有關康的背景故事以及該角色的未來皆被刪減，洛夫尼斯認為這些情節更適合在《康之王朝》中透露。9月，漫威影業為了尋找《秘密戰爭》的編劇人選與多名編劇會面，而沃爾德倫被認為是領跑者。10月，沃爾德倫正式獲聘為《秘密戰爭》編寫劇本，但電影上映日期被延期到2026年5月1日。11月，劉思慕表示有興趣回歸出演《尚氣與十環傳奇》中的角色徐尚氣，並再次與克雷頓合作。梅傑斯當時已經與克雷頓探討了《康之王朝》，並於2023年1月確認梅傑斯將回歸出演《秘密戰爭》。同月，洛夫尼斯表示，他希望《康之王朝》給予觀眾一種「世代之爭」的感覺，將第四階段的新角色「丟進火裡」。尚氣當時被定為主角之一。3月，洛夫尼斯確認驚奇4超人和X戰警將不會出現在《康之王朝》之中，因為他們離漫威電影宇宙中的出現時間「還很遙遠」。

### 開除梅傑斯以及創意分歧
2023年3月，梅傑斯因襲擊前女友而被逮捕。4月，據報導漫威影業尚未為重新選角進行任何討論，梅傑斯仍將出演兩片，並將從《康之王朝》中獲得2000萬美元的片酬。當時，《康之王朝》曾預定於2024年初開拍。5月，知名業內人士傑佛瑞·史奈德（Jeff Sneider）報導，洛夫尼斯不再參與《康之王朝》的製作，並在2023年美國編劇協會大罷工開始前已經退出。6月，《康之王朝》和《秘密戰爭》的上映日期分別延期到2026年5月1日和2027年5月7日，部分原因是劇本尚未準備好。
2023年11月，據《綜藝》作家的塔蒂亞娜·西格爾（Tatiana Siegel）報導，漫威影業的高管曾討論過讓元祖《復仇者聯盟》的演員回歸的可能性，包括由小勞勃·道尼飾演的「鋼鐵人」東尼·史塔克以及史嘉蕾·喬韓森飾演的「黑寡婦」娜塔莎·羅曼諾夫，這些角色在《終局之戰》中死亡。費吉後來否認漫威曾討論過此事。西格爾補充，由於梅傑斯的法律問題，漫威影業高層已經開始討論「多元宇宙傳奇」的替代計劃，包括將重點轉向另一個漫畫反派，例如末日博士，後者在2015年版本的《秘密戰爭》擔任為主要反派。由於《量子狂熱》的票房表現不佳，漫威影業開始考慮作出改變，包括盡量減少康的重要性。
《The Ringer》播客喬安娜·羅賓森（Joanna Robinson）報導稱洛夫尼斯離開了《康之王朝》，因為他與康的故事情節有莫大的關係，而漫威正在「遠離」這些故事劇情。《好萊塢報導》的記者亞倫·庫奇（Aaron Couch）和鮑里斯·基特（Borys Kit）表示，洛夫尼斯在退出之前已經完成了劇本的草稿。導演搭檔賈斯汀·班森和亞倫·穆赫德在執導了《月光騎士》和《洛基》第二季的部分集數後，表示有興趣執導《秘密戰爭》。同月，克雷頓辭去了《康之王朝》導演職務。據報導稱，克雷頓與漫威關係仍然是友好的，雙方沒有任何不合，克雷頓辭退是為了專注於其他的漫威電影宇宙計畫，而《康之王朝》延期上映也是克雷頓退出的原因之一。同月底，沃爾德倫獲聘重寫《康之王朝》的劇本。12月，梅傑斯因騷擾罪和襲擊罪兩項罪名成立，被迪士尼和漫威影業解僱，片名亦從《復仇者聯盟：康之王朝》暫時改回《復仇者聯盟5》。史奈德表示，漫威影業現在正在將《秘密戰爭》開發為一部「長達五小時的龐大電影」，分為兩部分，兩片上映時間相隔一年。另外漫威正在尋找一位從未執導過漫威電影的導演接手。受梅傑斯被解僱影響，拍攝日期延期至2024年底進行。2024年2月，庫奇和基特表示，漫威「正在清理梅傑斯被解僱以及《量子狂熱》所造成的創意混亂」，《復仇者聯盟5》和《秘密戰爭》的劇本都將重寫，以盡量減少康的重要性或完全刪減該角色。他們還確認《復仇者聯盟5》的新片名將不會提及康。

### 重寫為《末日之戰》、《秘密戰爭》
2024年2月，有評論家指出，一本印有末日博士封面的2015年《秘密戰爭》第5期漫畫出現在《死侍與金鋼狼》的首支預告片之中。《死侍與金鋼狼》由萊恩·雷諾斯和休·傑克曼領銜主演，分別出演「死侍」韋德·威爾森以及「金鋼狼」羅根。其他幾位演員則回歸出演了二十世紀福斯製作和發行的《X戰警系列電影》（10005號宇宙）和其他漫威電影角色。該片是「多元宇宙傳奇」的一部分，並對福斯製作的漫威電影致敬。3月，在完成《死侍與金鋼狼》的製作後，導演薛恩·李維很快收到邀請執導《復仇者聯盟5》，但他最終拒絕了，因為他目前正忙於製作《怪奇物語》第五季。4月，有報導稱《復仇者聯盟5》將於2025年初開拍，但漫威影業將製作計畫推遲了幾個月進行。5月，沃爾德倫提交了一份新的劇本草稿，並將其交給了李維。雖然李維拒絕了，但他仍然被認為是漫威的頭號導演人選。在《復仇者聯盟5》延期製作後，李維於6月初開始與漫威影業進行早期談判，但李維並未決定接下，因為他正在參與《怪奇物語》以及《星際大戰》電影的製作。
2024年5月，漫威影業與道尼聯繫，希望他以末日博士身份回歸漫威電影宇宙。在當選鋼鐵人之前，道尼曾試鏡由二十世紀福斯製作和發行的《驚奇4超人系列電影》中的末日博士。費吉早於一年前已經與道尼討論過。漫威影業曾多次說服道尼回歸，但道尼表示只有羅素兄弟回歸執導，他才願意回歸出演。費吉和道尼多次向羅素兄弟提出想法，但羅素兄弟並不願意回歸，因為兄弟倆認為《終局之戰》已是他們的終局，儘管他們與漫威影業的關係仍非常密切，並討論過其他電影計畫，但他們對之前的漫威電影感到「創意枯竭」。喬·羅素補充，在短時間內拍攝、完成和宣傳多部漫威電影的過程對他們來說非常緊張，而且身體上非常疲倦。在麥費利向羅素兄弟提出了讓他們感到興奮的故事概念後，羅素兄弟於7月開始為同時執導《復仇者聯盟5》和《秘密戰爭》與漫威影業進行早期談判。據媒體《Puck》的記者馬修·貝羅尼報導，人才經紀公司創新藝人經紀公司曾向漫威影業推薦葛瑞格·貝蘭提和諾亞·霍利，但都被費吉拒絕了。7月底，道尼正式簽約出演末日博士。史奈德表示，道尼將在2025年電影《驚奇4超人：第一步》中率先登場，之後再出演《復仇者聯盟5》。
在2024年7月底舉行的聖地亞哥國際漫畫展上，正式確認羅素兄弟回歸執導兩部《復仇者聯盟》電影，並宣佈《復仇者聯盟5》正式更名為《復仇者聯盟：末日之戰》（Avengers: Doomsday），道尼於兩片出演反派末日博士。羅素兄弟旗下的製作公司AGBO將會共同製作《末日之戰》和《秘密戰爭》，麥費利接替沃爾德倫擔任兩片的編劇，拍攝預定於2025年初在倫敦進行。馬庫斯選擇專注於AGBO其他計畫不會回歸編劇。據報導，羅素兄弟和道尼每部電影的片酬分別為4000萬美元以及5000萬美元，預計他們將根據電影的票房表現獲得額外獎金，道尼的片酬有可能翻倍。此外，道尼的合約條件包括私人飛機旅行、專屬保鑣、以及一整個「房車營地」等權利。梅傑斯表示對於聖地亞哥國際漫畫展上的換角消息感到「心碎」，並表示如果漫威影業想進一步探索康這個角色，他願意回歸繼續出演。

## 前期製作

### 選角
2024年6月，《Deadline Hollywood》透露，超過60位演員有可能回歸，包括來自「無限傳奇」以及來自「多元宇宙傳奇」的新角色。但費吉表示，並非所有「多元宇宙傳奇」的新角色都會出現在兩部《復仇者聯盟》電影之中。班奈狄克·康柏拜區表示他將在《復仇者聯盟5》中回歸出演「奇異博士」史蒂芬·史傳奇。7月，史奈德報導傑瑞米·雷納將會回歸出演「鷹眼」克林特·巴頓。7月，聖地亞哥國際漫畫展上官宣出演末日博士後，道尼表示他喜歡扮演複雜的角色，並形容末日博士為「新的面具，同樣的任務」。此外，漫畫展上還宣布2025年電影《驚奇4超人：第一步》以及《雷霆特攻隊*》的演員們將回歸出演兩部《復仇者聯盟》電影，其中包括佩德羅·帕斯卡出演「驚奇先生」李德·理查斯、凡妮莎·寇比出演「隱形女」蘇·史東、喬瑟夫·昆恩出演「霹靂火」強尼·史東以及艾邦·摩斯-貝克許出演「石頭人」班·格林姆。湯姆·霍蘭德亦預計將於《末日之戰》回歸出演「蜘蛛人」彼得·帕克，他表示早在漫畫展官宣之前已經知道道尼將出演末日博士的消息。
2024年12月，據報導安東尼·麥基和海莉·艾特沃將回歸出演《末日之戰》，分別飾演「美國隊長」山姆·威爾遜和佩姬·卡特；克里斯·伊凡亦將回歸，但並未公佈他的角色。此前，伊凡曾在《無限傳奇》中飾演「美國隊長」史蒂芬·羅傑斯，以及在《死侍與金鋼狼》飾演「霹靂火」強尼·史東。史奈德報稱，伊凡可能會飾演「遊牧者」，在漫畫中羅傑斯和數名角色曾使用過該名號。漫威曾與伊凡和艾特沃洽談製作一部有關羅傑斯和卡特的獨立電影，但由於無法敲定劇情，最終雙方都視《復仇者聯盟5》為回歸出演的最合適機會。伊凡不久之後否認回歸，並表示他已經從漫威「幸福地退休了」。2025年1月，史奈德報導漫威影業正在尋找一位演員，於《末日之戰》等多部漫威電影中飾演「黑豹」帝查拉的變體。該角色的最初由查德維克·博斯曼飾演，後者於2020年8月因大腸癌病逝。史奈德補充，漫威就已向某位演員提出了邀約，但被拒絕了。同月，康柏拜區表示，《末日之戰》的故事因為梅傑斯被解僱而大幅修改，他的角色將不再出現在《復仇者聯盟：末日之戰》中，但隨後他澄清自己搞錯了，他將會出現在《末日之戰》中，並在《秘密戰爭》飾演核心角色。麥基亦表示他也會回歸出演兩部《復仇者聯盟》電影。
2025年3月底，漫威影業正式宣布《末日之戰》已展開製作，並公布26名演員陣容：包括克里斯·漢斯沃、寇比、麥基、賽巴斯汀·史坦、莉蒂西亞·萊特、保羅·路德、懷特·羅素、泰諾克·烏爾塔、摩斯-貝克許、劉思慕、佛蘿倫絲·普伊、凱爾塞·格拉瑪、路易斯·普曼、丹尼·拉米瑞茲、昆恩、大衛·哈伯、溫斯頓·杜克、漢娜·約翰-卡門、湯姆·希德斯頓、派崔克·史都華、伊恩·麥克連、艾倫·康明、麗貝卡·羅梅恩、詹姆斯·馬斯登、查寧·塔圖以及帕斯卡，其中格拉瑪、史都華、麥克連、康明、羅梅恩以及馬斯登回歸飾演由二十世紀福斯製作和發行的《X戰警系列電影》（10005號宇宙）的相應角色，而史都華和格拉瑪先前曾在漫威電影宇宙電影《奇異博士2：失控多重宇宙》以及《驚奇隊長2》回歸出演。道尼、漫威影業和費吉暗示將會陸續公開更多演員陣容。庫奇和基特指出該直播只是公開第一波演員陣容，完整名單尚未公布，例如霍蘭德和伊凡並沒有出現在演員陣容之中。他們更補充，伊凡將至少出現在一部《復仇者聯盟》電影之中。史奈德報導，電影《蜘蛛人：重生日》的故事在《末日之戰》期間發生，因此霍蘭德將缺席《末日之戰》。費吉於CinemaCon上表示，《末日之戰》的故事將聚焦於復仇者聯盟、瓦干達人、驚奇4超人、新復仇者聯盟和「初代」X戰警聯手對抗末日博士。
隨著《末日之戰》於2025年4月開拍，片場照揭露王漢斌將回歸出演王。

### 拍攝計畫
2024年10月，羅素兄弟表示，《末日之戰》和《秘密戰爭》將以類似《無限之戰》和《終局之戰》的方式一同製作，但並非採用背靠背形式連續拍攝；《無限之戰》殺青和《終局之戰》開拍之間相隔只有四週。安東尼表示，從《末日之戰》殺青到《秘密戰爭》開拍，大約需要一年的時間。2025年初，據報導《末日之戰》將於2025年3月至8月進行拍攝。羅素兄弟表示，電影主要在棚內拍攝，外景地點也是經過考量而挑選出來，以避免片場照洩露劇情。

## 拍攝
兩部《復仇者聯盟》電影的主要拍攝工作在松林製片廠進行。《末日之戰》的拍攝於2025年4月28日開始進行，工作標題為「蘋果派1」（Apple Pie 1）。拍攝預計持續進行6個月以上。製作原定於2024年初開始進行，但受解僱梅傑斯一事影響延期製作。
《秘密戰爭》預計於2026年年中開拍，大約在《末日之戰》殺青的一年後進行，拍攝預計持續進行約6個月。